# Arthur Le Duc
Ne doit pas être confondu avec Arthur Leduc ou Arthur Conrad Le Duc.
Pour les articles homonymes, voir Le Duc.
 (juillet 2025).
- Si vous ne connaissez pas le sujet, laissez ce bandeau (vous pouvez alors contacter les auteurs).
- Si vous supprimez le contenu mis en cause (vous pouvez préalablement contacter les auteurs),

argumentez précisément cette suppression dans la page de discussion
(un manque de référence n'est pas un argument ; une recherche réelle de référence doit avoir été effectuée, être formellement documentée).
Arthur Le Duc, né Arthur Jacques Le Duc est un sculpteur, statuaire et médailleur français. Né le 27 mars 1848 à Torigni-sur-Vire, (Manche), il est mort le 14 février 1918 à Antibes (Alpes-Maritimes).

## Biographie
Né à Torigni-sur-Vire, Arthur Le Duc est le fils unique de Charles Le Duc et de Maria Le More. En 1848, le père ferme son étude de notaire et la famille déménage à Caen. Il est élève au lycée de Caen, alors situé alors dans l'abbaye aux Hommes (actuel hôtel de ville). Il s'inscrit à la faculté de droit de l'université de Caen en vue de devenir notaire à son tour.  En parallèle, il suit les cours d'Alfred Guillard ou du sculpteur Pierre Le Nordez à l'école des Beaux-arts de Caen. Il sort licencié en droit en 1869 et s'inscrit au barreau de Caen. Lors de la partie républicaine de la guerre de 1870, il s'engage dans la Garde nationale mobile du Calvados et participe aux combats dans l'armée de la Loire. Il sort fortement marqué par ce conflit.
Il s'installe en 1872 à Paris pour se consacrer à l'art. Antoine-Louis Barye est son professeur d'anatomie animale au Muséum national d'histoire naturelle et fait d'Arthur Le Duc un sculpteur animalier renommé.
Il se marie à Caen le 4 octobre 1881 avec Marie Célestine Lecomte, née le 8 mars 1860 à Caen et décédée le 13 septembre 1939 à Luc-sur-Mer.
Outre le bronze, il sculpte aussi la pierre, par exemple pour la statue de saint Pierre sur la façade de la pharmacie du progrès, (rue Saint-Jean à Caen, statue disparue en 1944), le marbre pour la fontaine de Monte-Carlo et la terre de Noron pour les médaillons sur la façade de l'école normale de Caen, rue Caponière (actuel siège de l'académie de Normandie). Il est également médailleur.
Le Duc conserve toutefois un lien avec la Normandie, notamment par le biais de ses mandats politiques : il est élu maire d'Asnières-en-Bessin de 1893 à 1918, et conseiller général du canton d'Isigny de 1904 à 1918.
Il est décédé le 14 février 1918 à son domicile d'Antibes (quartier du Ponteil, villa Marie Alice) tel que mentionné sur son acte de décès.
Il est inhumé au cimetière caennais de Saint-Gabriel dans un monument funéraire dont il est probablement l'auteur[source insuffisante].

## Hommages
Un musée lui est consacré au château des Matignon à Torigni-sur-Vire, sa ville natale.
À Caen, une plaque a été posée sur la façade du no 18 rue Pasteur où il résidait. Une rue du quartier Saint-Louis, créée dans les années 1930, porte également son nom.

## Œuvres dans les collections publiques
Australie
- Sydney, Jardins botaniques royaux de Sydney : La Reyna et son poulain, 1891, groupe en bronze. Le plâtre fut exposé à l'Exposition internationale de Bruxelles de 1897[10].

France
- Abbeville, musée Boucher-de-Perthes : Chien en arrêt devant une grenouille, groupe en bronze, don du baron Edmond de Rothschild.
- Bayeux : Monuments aux enfants de l’arrondissement de Bayeux, 1908, bronze[11].
  - musée d'Art et d'Histoire Baron-Gérard :
    - La Laitière, 1892, statuette en grès, en collaboration avec Hervieu fils ;
    - Portrait du capitaine Canivet de la Rougefosse, 1893, médaillon en bas-relief en grès ;
    - Portrait de Georges Villers, 1901, marbre ;
    - Portrait de Jules Morlent, 1908, bas-relief, biscuit en porcelaine de Bayeux ;
    - Cidre en fleur, 1911, bas-relief, biscuit en porcelaine de Bayeux ;
    - Albert 1er roi des Belges, 1916, bas-relief, biscuit en porcelaine de Bayeux.
- Bourron-Marlotte : Monument à Charles-Olivier de Penne (1831-1897), 1903.
- Caen :
  - école normale, actuel rectorat, rue Caponière : médaillons ornant la façade.
  - Mémorial de Caen, jardins : Centaure et Bacchante, 1879, groupe en bronze[12] (dépôt du musée des Beaux-Arts), initialement dans la cour de l'ancien musée des Beaux-Arts (ancien séminaire des Eudistes) ; endommagée en 1944 lors des bombardements de la ville, l’œuvre est exposée depuis 1990 dans les jardins du Mémorial de Caen[13].
  - musée des Beaux-Arts, réduction en bronze du Centaure et Bacchante.
  - place Saint-Martin : Statue à Bertrand du Guesclin, 1914-1921, statue équestre en bronze ;  Inscrit MH (2006)[14].
  - square du quai de Juillet : Monument à la mémoire des enfants du Calvados morts pour la patrie, 1870-1871, 1889, en collaboration avec Auguste Nicolas, détruit en 1944[15] ; les bas-reliefs en bronze réalisés par Arthur Le Duc ont toutefois été conservés et sont exposés au cimetière Nord-Est[16].
- Cannes, square Prosper Mérimée : Course libre à Rome, ou La Reprise du vainqueur, 1926, groupe en bronze, square Prosper Mérimée[17]. Une plaque en marbre gravé, fixée sur le socle réalisé par Silvestre Auniac (1889 - 1928), sculpteur à Cannes, mentionne mais sans date que cette œuvre a été offerte à la ville de Cannes par sa veuve Marie Célestine Lecomte (1878 - 1939). Pour l'histoire : couronné au Salon de 1914, le modèle en plâtre reste pendant toute la durée de la guerre dans les sous-sols du Grand Palais. En 1918 la veuve du sculpteur le retrouve et, résidant dans le Calvados, souhaite l’offrir à Caen. Mais Caen était déjà bien pourvue en œuvres de Le Duc. L’abbé Sanson, émissaire et bon ami de la veuve, propose l’œuvre à la ville de Cannes. Le groupe est fondu au mois de mai 1926. Il fut inauguré en 1927. En 1942, une lettre de protestation du maire de Cannes est adressée au préfet des Alpes-Maritimes contre le projet d’enlèvement de la statue[18].
- Cherbourg-en-Cotentin, musée Thomas-Henry : Saint Hubert, 1900, bronze.
- Formigny La Bataille : Monument commémoratif de la bataille de Formigny le 15 avril 1450, 1903, groupe en bronze figurant Arthur de Bretagne et Jean de Bourbon, qui vainquirent les Anglais dans ce village le 15 avril 1450, en collaboration avec Auguste Nicolas ;  Inscrit MH (2006)[19].
- Gouville, cour du château de Chambray : Cerf en bronze[20][source insuffisante].
- Nantes, musée d'Arts : Buste d'Émile Péhant (1813-1876), poète[21][réf. non conforme].
- Paris, jardin du Luxembourg : Harde de cerfs écoutant le rapproché, 1886, groupe en bronze, fonte Thiébaut[22].
- Saint-Lô :
  - Monument à Léonor-Joseph Havin (1799-1868), ou La Presse guide l'Enfance à la Vérité, 1888, bronze, envoyé à la fonte sous le régime de Vichy, dans le cadre de la mobilisation des métaux non ferreux. Ce qu'il reste du monument est presque totalement détruit par les bombardements de 1944[23].
  - musée des Beaux-Arts :
    - Le Baiser équestre, groupe en bronze, 1880[24] ;
    - La Bataille de Reischoffen[note 5], 1873, commémorant la bataille de Frœschwiller-Wœrth en 1870 ; l'exemplaire est endommagé lors des bombardements de la ville en 1944.

  - place des Beaux-Regards : La Laitière normande ou la vieille femme de Bérigny[25], 1888, érigée place de l'église Notre-Dame, envoyée à la fonte en 1942 sous le régime de Vichy, dans le cadre de la mobilisation des métaux non ferreux. Une réplique, réalisée par Louis Derbré d’après l'originale, est inaugurée en 1984[26].
- Sens, musée de Sens : Deux Chiens à l'attache, bronze, don du baron Edmond de Rothschild.
- Torigny-les-Villes, musée Arthur-Le-Duc :
  - Le Baiser équestre, groupe en bronze ;
  - La Bataille de Reischoffen, 1873 ;
  - Centaure et Bacchante[note 6], 1879, réduction en bronze ;
  - Cheval de renfort, bronze, cheval de trait attaché à un poteau portant la mention « cheval de renfort », un seau d'eau à ses pieds surmonté d'une poule. Il existe un autre cheval de trait par Artur Le Duc, en deux versions, une avec trois enfants qui grimpent sur le cheval, l'autre sans les enfants.
  - La statue équestre d'Horace Vernet par Arthur Le Duc, bronze propriété du musée du Louvre, a quitté en 2024 le château de Versailles pour le musée de Torigny-les-Villes[27],[28]
- Vannes, hôtel de ville : Monument au connétable de Richemont (1393-1458), 1905, statue équestre en bronze[29].
- Vire, musée de Vire : Buste de Sébastien René Lenormand (1796-1871), plâtre patiné.

Monaco
- Commune de Monaco, Société des bains de mer de Monaco : Fontaine, œuvre détruite[Quand ?].

Œuvres d'Arthur Le Duc
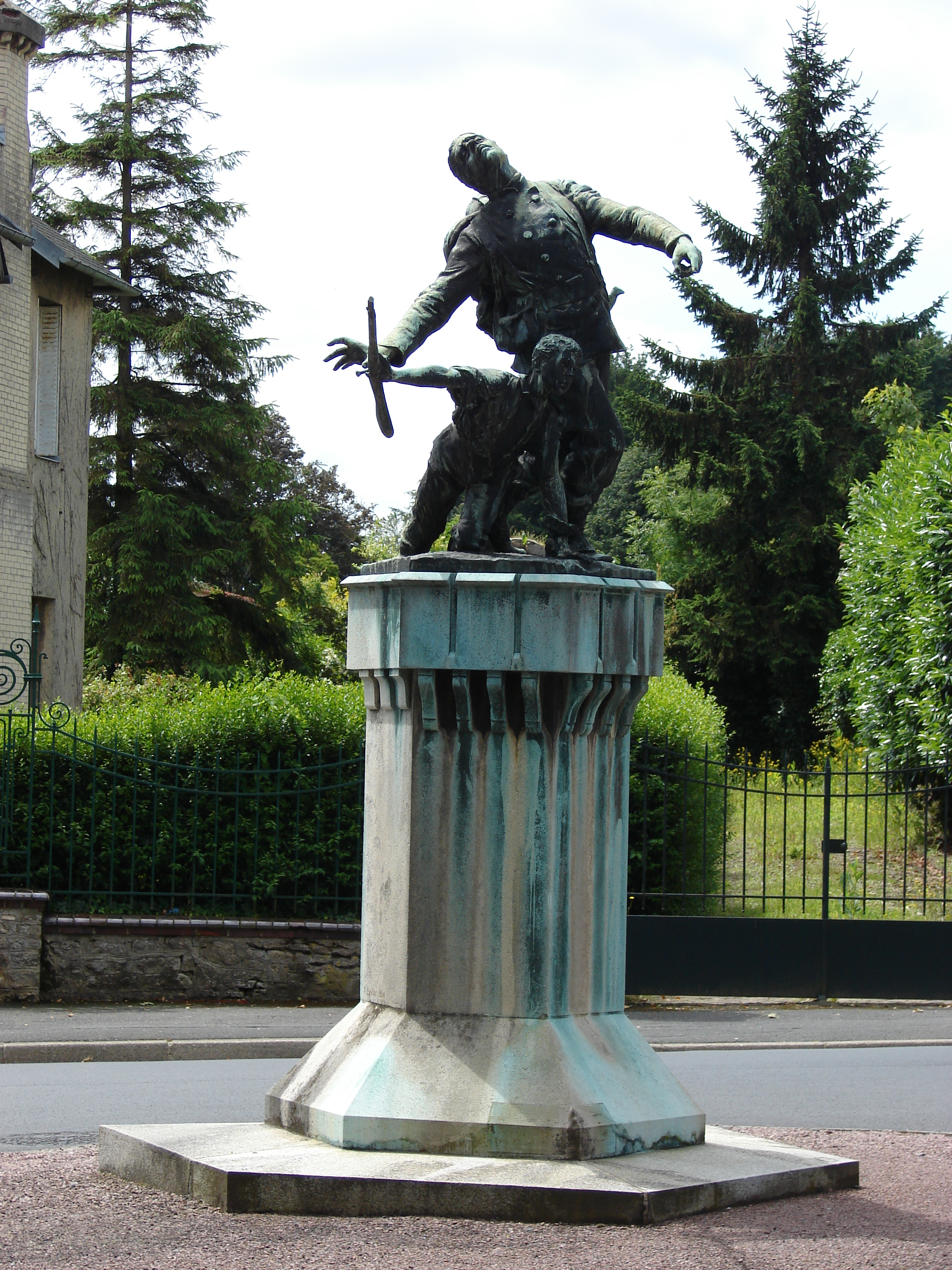
Bayeux, Monuments aux enfants de l'arrondissement de Bayeux (1908).
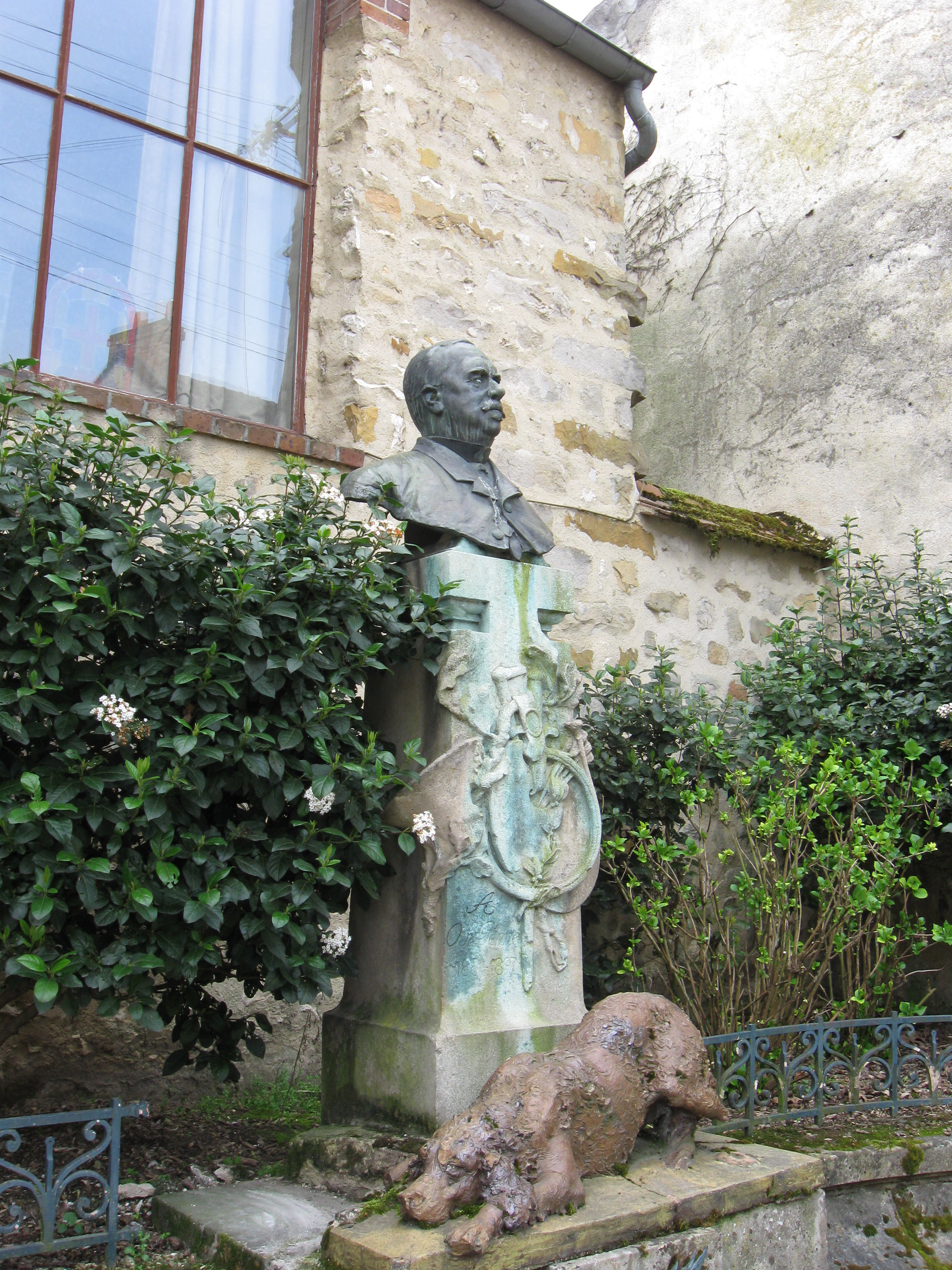
Bourron-Marlotte, Monument à Charles-Olivier de Penne (1831-1897) (1903).
Caen, Statue de Bertrand du Guesclin (1920).
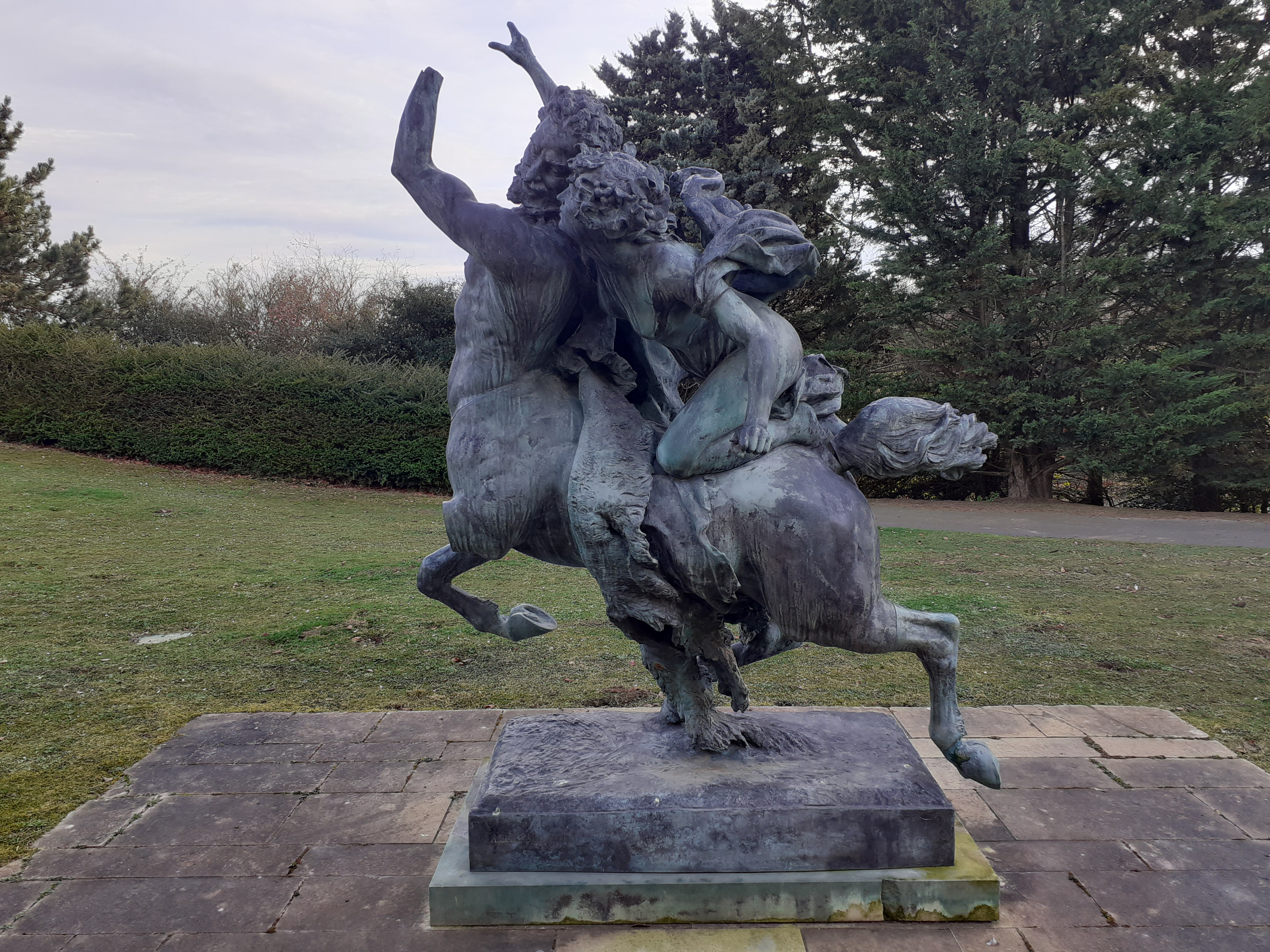
Caen, Centaure et Bacchante (1879).
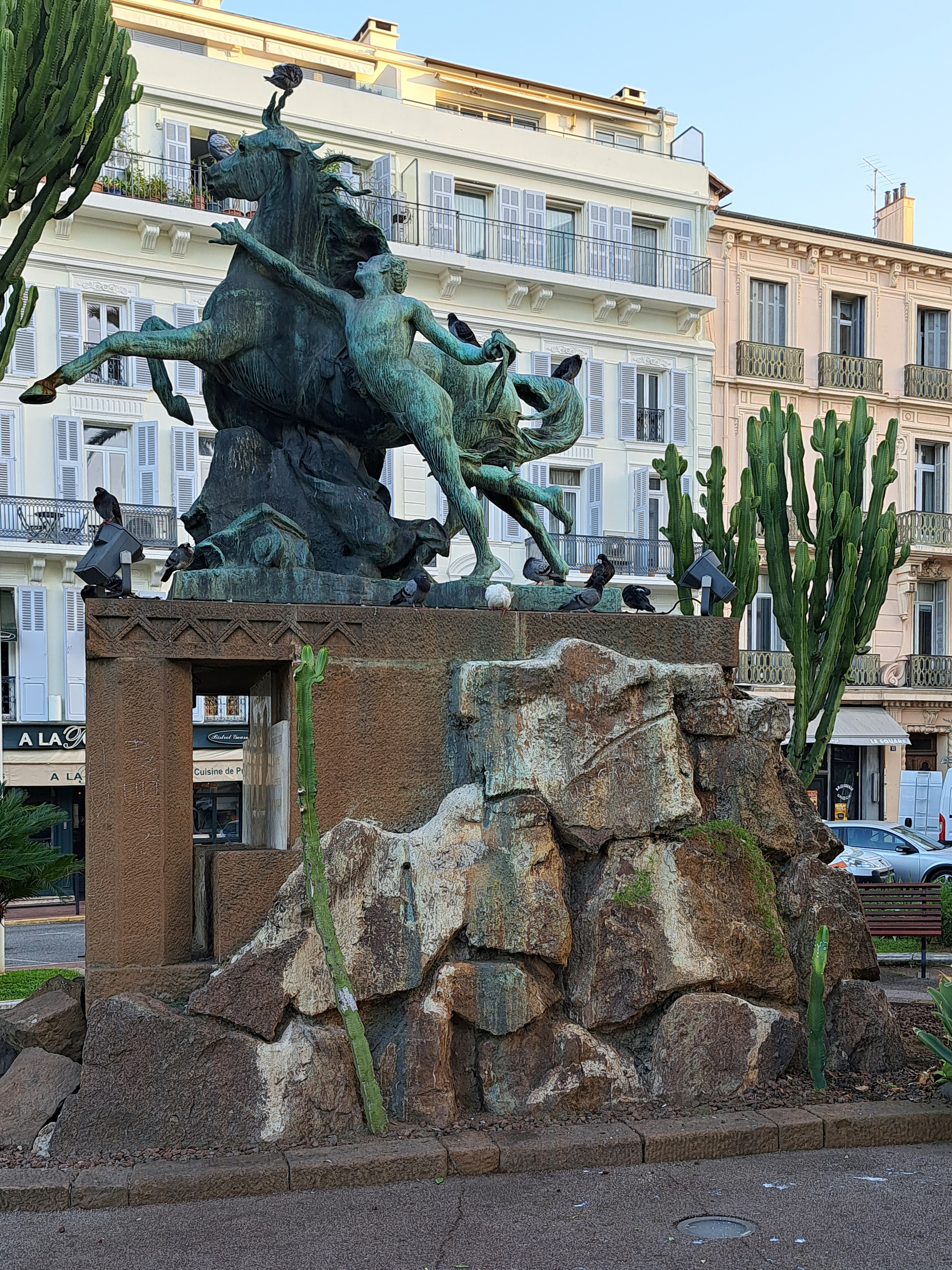
Square Mérimée à Cannes, Course libre à Rome ou La Reprise du vainqueur (1927).
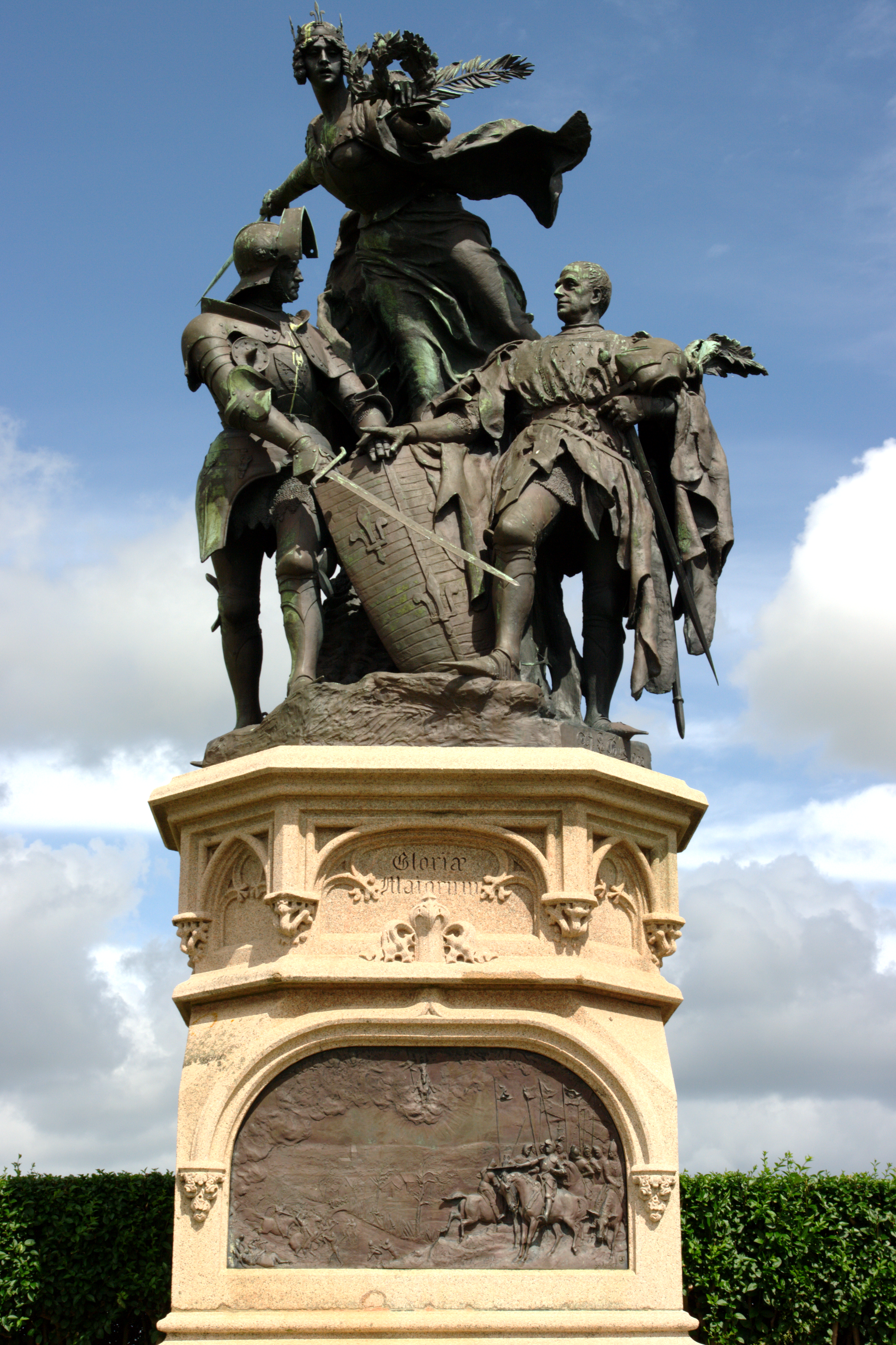
Monument commémoratif de la bataille de Formigny le 15 avril 1450 (1903).
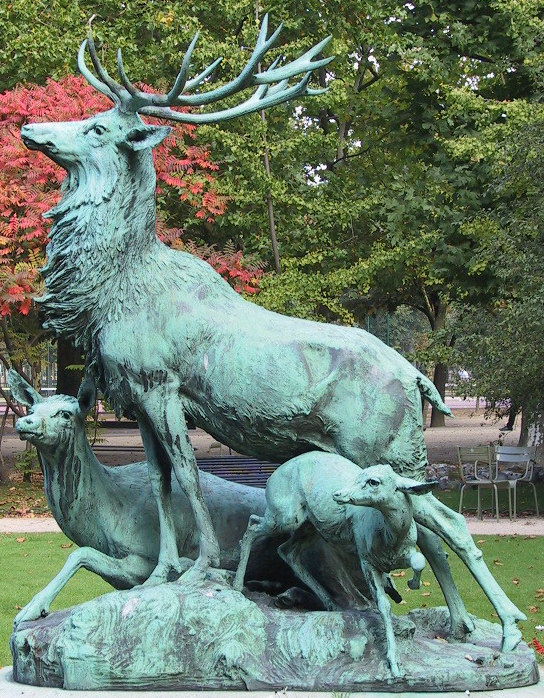
Jardin du Luxembourg à Paris, Harde de cerfs écoutant le rapproché (1886).
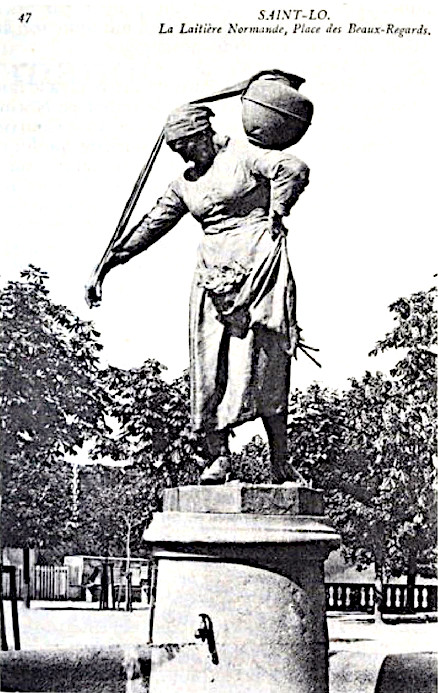
Saint-Lô, La laitière normande ou la vieille femme de Bérigny (1887).
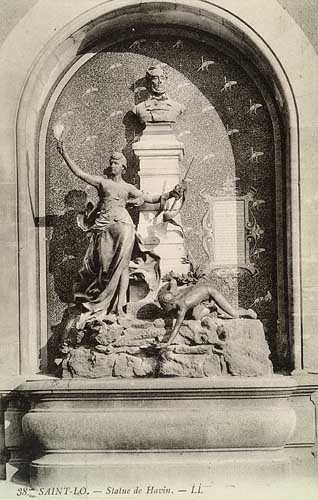
Saint-Lô, Monument à Léonor-Joseph Havin (1799-1868) (1888).
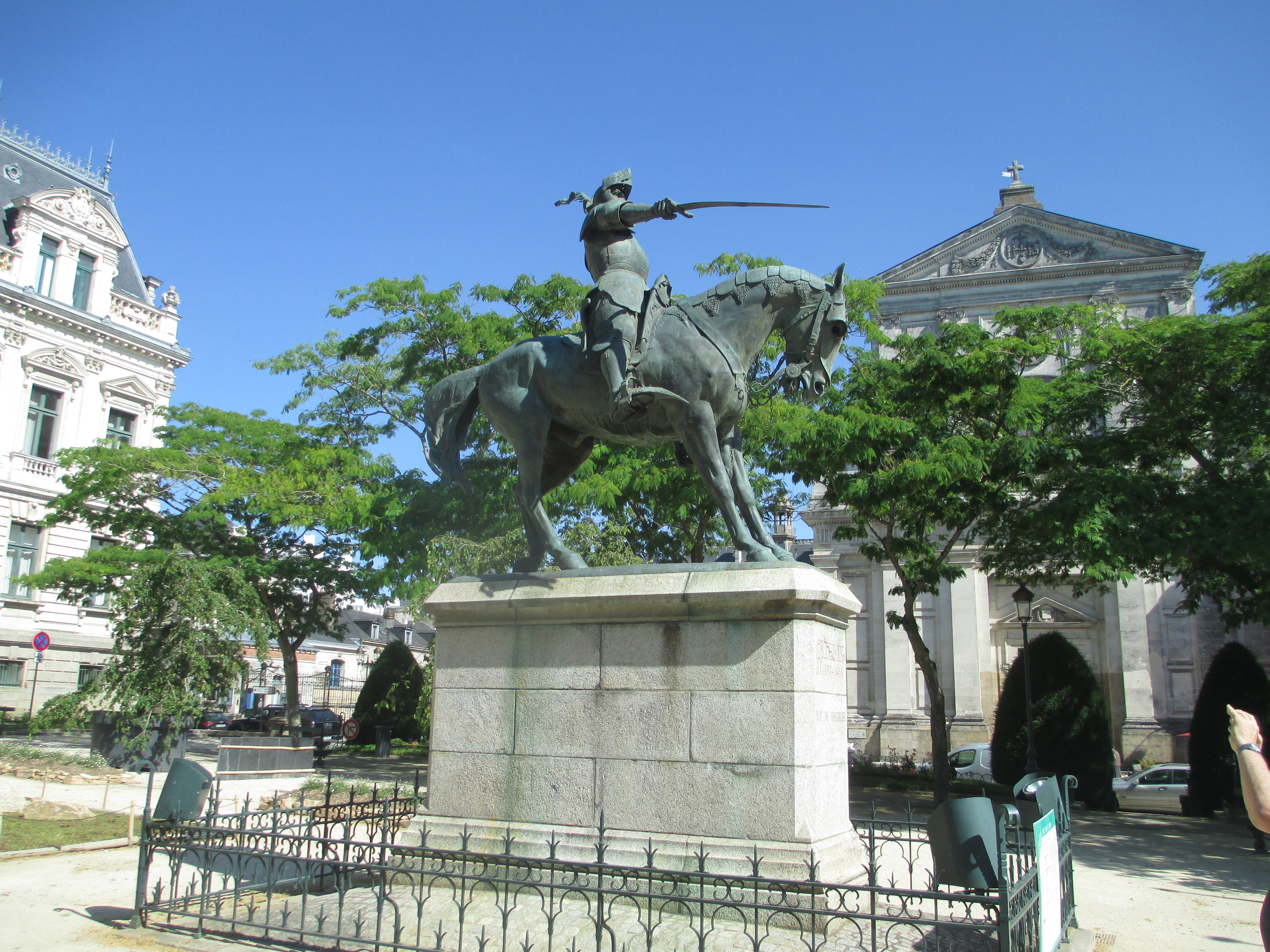
Vannes, Monument au connétable de Richemont (1393-1458) (1905).
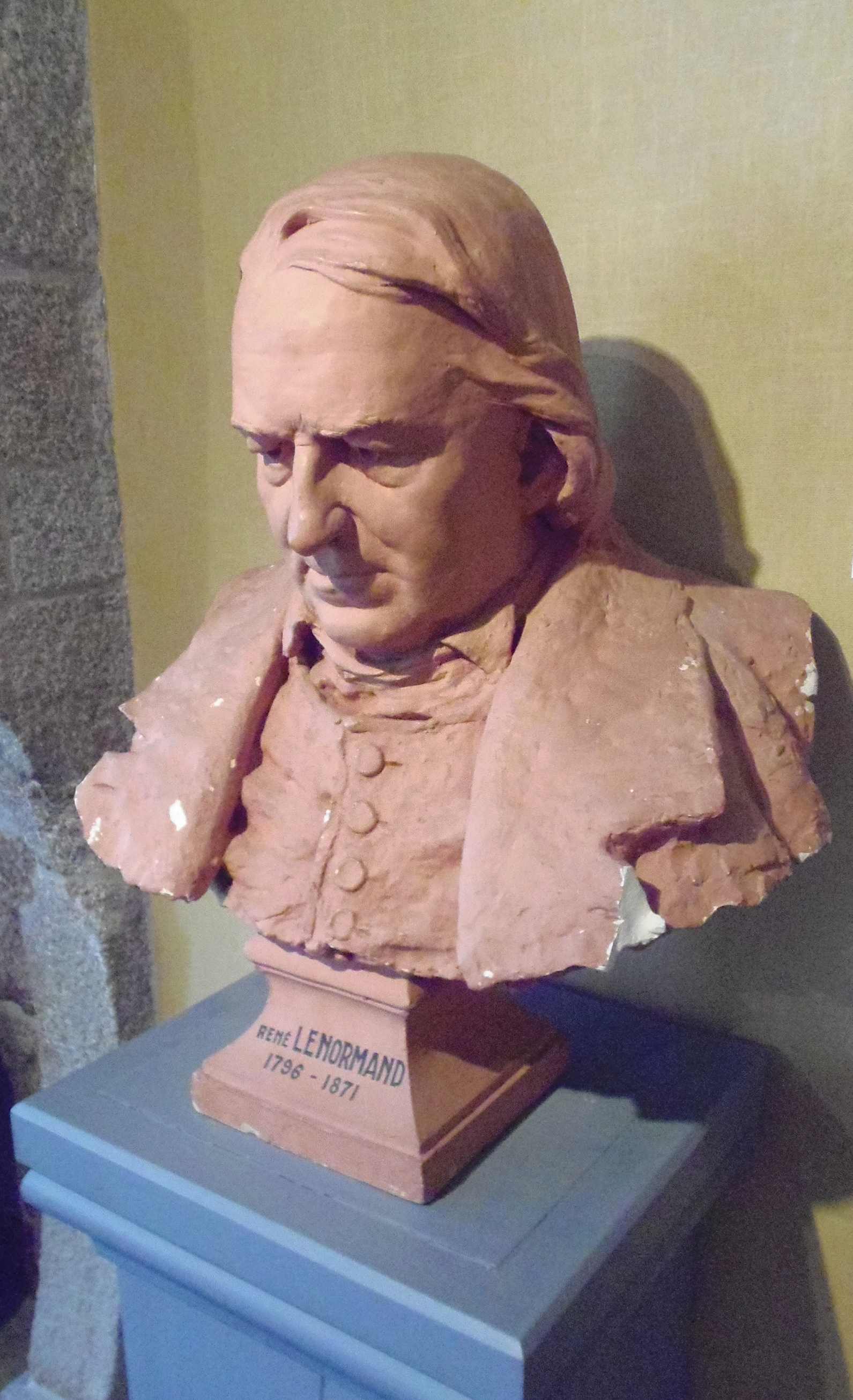
Musée de Vire, Buste de Sébastien René Lenormand (1796-1871).

## Distinctions
- Chevalier de la Légion d'honneur en 1906[30].